# Ох уж эта Настя!
«Ох уж эта Настя!» — советский художественный фильм режиссёра Юрия Победоносцева. Снят на Центральной киностудии детских и юношеских фильмов имени М. Горького в 1971 году. Премьера фильма состоялась 15 мая 1972 года.

## Сюжет
Настя Рябинина любит мечтать и фантазировать, но её классный руководитель Марьяна Борисовна, некоторые из ребят и старшая сестра Света считают, что она говорит неправду и должна прекратить рассказывать придуманные истории, выдавая их за случившиеся на самом деле.
Настя говорит одноклассникам о своей дружбе с чёрной пантерой, рассказывает, что её мама уехала в необыкновенно красивый город Эолис, которого нет ни на одной карте, а знакомого своей сестры, Сашу Жарикова, представляет лётчиком, похищенным и пленённым неопознанными пришельцами.
Настина мама (на самом деле работающая в ЭОЛИСе — экспериментально-опытном строительстве «Лисички»), убеждена, что её дочь никого не обманывает, а просто фантазирует и приукрашивает то, что происходит на самом деле. Со временем в искренность чувств девочки начинает верить и Марьяна Борисовна, а пионервожатая на сборе класса убеждает ребят принять Настю в ряды пионеров. Настю принимают в пионеры на церемонии минуты молчания у монумента памяти павших.

## Создание
В фильме присутствуют комбинированные съёмки с мультипликационными вставками (образ пантеры в слегка изменённом виде заимствован из мультфильма «Маугли»).

Изображать, что ты гладишь пантеру и руками попадать по её контуру, было сложно. Меня ставили на подиум, за которым находился большой инфракрасный экран. Я делала вид, будто ласкаю животное или лечу на вертолёте, которых потом подрисовывали.— Ирина Волкова

## Песня
Своей популярностью фильм в значительной мере обязан прозвучавшей в нём песне «Лесной олень». Музыку написал Евгений Крылатов, стихи — Юрий Энтин. В фильме песню исполнила звезда 1960-х годов Аида Ведищева.
Впоследствии «Лесной олень» стал одной из самых популярных советских детских песен. В исполнении Большого детского хора эта песня прозвучала в заключительном концерте всесоюзного фестиваля советской песни «Песня-73».

## В ролях
| Актёр               | Роль                                            |
| ------------------- | ----------------------------------------------- |
| Ира Волкова         | Настя Рябинина                                  |
| Таня Невская        | Люба Ситникова                                  |
| Серёжа Кусков       | Эдик Сыроегин                                   |
| Наталья Гвоздикова  | Света Рябинина старшая сестра Насти             |
| Александр Харитонов | Саша Жариков                                    |
| Светлана Котикова   | Марьяна Борисовна учительница                   |
| Нина Архипова       | мама Насти                                      |
| Наталья Егорова     | Оля пионервожатая                               |
| Марина Сальникова   | девочка-ябеда                                   |
| Лена Пяташихина     | Лена Пяташихина                                 |
| Саша Аваев          | Саша Аваев, «Негатив»                           |
| Дима Никологорский  | Дима                                            |
| Елена Габриелова    | Людмила Алексеевна тренер                       |
| Сергей Проханов     | пионервожатый (нет в титрах)                    |
| Елена Максимова     | бабушка на торжественной линейке (нет в титрах) |
| Тамара Яренко       | мама на торжественной линейке (нет в титрах)    |
| Нина Чуб            | девушка на торжественной линейке (нет в титрах) |
| Геннадий Матвеев    | эпизод (нет в титрах)                           |
| Всеволод Тягушев    | эпизод (нет в титрах)                           |
| Светлана Чачава     | эпизод (нет в титрах)                           |

## Съёмочная группа
- Автор сценария — Валентина Спирина
- Режиссёр-постановщик — Юрий Победоносцев
- Операторы-постановщики: Борис Середин, Аурелиус Яциневичюс
- Художник-постановщик — Борис Комяков
- Художник-декоратор — Эдуард Леонтьев
- Композитор — Евгений Крылатов
- Звукооператор — Борис Голев
- Режиссёр — З. Данилова
- Оператор — А. Мачильский
- Монтаж А. Клебановой
- Редактор — В. Погожева
- Режиссёр-мультипликатор — Николай Фёдоров
- Художник — Мария Рудаченко
- Комбинированные съёмки:

Оператор — А. Петухов
- Костюмы: К. Русанова, В. Скопинова
- Грим — Е. Филипенко
- Ассистенты режиссёра: А. Сорина, Б. Тоценко
- Ассистент оператора — А. Крупников
- Мастер света — А. Соколов
- Директора картины: Т. Алиев, Я. Звонков
- Постановка гимнастических упражнений — Л. Савенковой
- Дирижёр — Давид Штильман
- Текст песни — Г. Энтин
- Песню исполняла — Аида Ведищева

## Отзывы
Фильм получил положительные отзывы.
В рецензии Ю. Айхенвальда в журнале «Искусство кино» отмечалось, что «автор сценария В. Спирина предложила для экранного воплощения интересный, своеобычный характер героини, режиссёр Г. Победоносцев не только точно угадал юную исполнительницу, но и сумел направить её усилия по верному руслу, а Ира Волкова сыграла свою Настю с большим воодушевлением, искренностью, убедительностью».

## Награды
- 1972 — Лауреат приза ЦК ВЛКСМ «Алая гвоздика» за лучший фильм года для детей и юношества (вместе с фильмом «Чудак из пятого «Б»»).
- 1973 — Всесоюзный кинофестиваль — Приз и премия за лучший фильм для детей и юношества.